# 弗兰克·施莱克
弗兰克·施莱克（德語：Fränk Schleck，1980年4月15日—），卢森堡职业公路自行车运动员，隶属于崔克车队。

## 生平
2005年初，他和弟弟安迪加入了后来冠名“盛宝银行”的CSC车队。这对兄弟在2005年卢森堡国家锦标赛上各获得了一个冠军：弗兰克获得了公路赛冠军，而安迪赢得了个人计时赛。他们的父亲约翰尼·施莱克在1965年到1974年也曾是职业自行车手。弗兰克获得的最重大的荣誉包括2006年环法自行车赛第15赛段的爬坡王蓝衫，以及2006年阿姆斯特尔黄金赛冠军。2014年，他进入崔克车队。2015年，他在环西班牙自行车赛第16赛段获得第一名。